# Поминальная песня
«Поминальная песня» / «Элегия» (яп. 挽歌: банка; англ. Northern Elegy) — чёрно-белый фильм-драма режиссёра Хэйноскэ Госё, вышедший на экраны в 1957 году. Фильм снят по мотивам новеллы Ясуко Харада.

## Сюжет
Психологическая драма, в центре которой молодая женщина Рэйко, потерявшая мать  и страдающая от мучительных болей в левой руке. Она выросла с циничным, прямым взглядом на мир и не заботится о последствиях своих действий. Когда она встречает мужчину средних лет, Кацураги, после того как его собака покусала её, Рэйко поставит своей целью завоевать его любой ценой, несмотря на то, что у него есть семья. Она завоёвывает его, а затем, когда он уезжает в командировку в Саппоро, Рэйко вторгается в жизнь его супруги Акико, пытаясь подружиться с ней. Госпожа Кацураги помогает новой знакомой, когда Рэйко заболевает пневмонией и искренне привязывается к девушке, не зная, кто она на самом деле.
Рэйко не видит никакой проблемы в дружбе с женой своего любовника и не чувствует раскаяния, когда правда становится известной. Кроме того, она начинает называть Акико мамой, и, довольная произведённым эффектом открывшейся правды, наивно полагает, что ничего страшного не произошло, говоря своей сопернице, или как она её называет «матушке»: «Мы же останемся друзьями. Я ведь вас так люблю».
В финале Акико Кацураги совершает самоубийство.

## В ролях
- Ёсико Куга — Рэйко
- Масаюки Мори — Кацураги
- Миэко Такаминэ — Акико, жена Кацураги
- Фумио Ватанабэ
- Тацуо Сайто — отец Рэйко
- Акира Исихама
- Санаэ Такасуги
- Дзэко Накамура
- Кумэко Урабэ
- Тикако Кага
- Эцуко Накадзато
- Ацуо Такасаки
- Такаси Суэ